# G-Force Sports Cars
G-Force Sports Cars ist ein australischer Hersteller von Automobilen.

## Unternehmensgeschichte
Das Unternehmen war ursprünglich in Kardinya ansässig. 1990 begann die Produktion von Automobilen und Kit Cars. Der Markenname lautet G-Force. Inzwischen befindet sich der Unternehmenssitz in Perth.

## Fahrzeuge
Im Angebot stehen Nachbildungen des AC Cobra. Zunächst basierten die Fahrzeugen auf einem Leiterrahmen und später auf einem Rohrrahmen. Die Radaufhängungen kamen anfangs von Jaguar Cars. Verschiedene V8-Motoren mit bis zu 7000 cm³ Hubraum treiben die Fahrzeuge an.